# Cantón de Sainte-Geneviève-sur-Argence
El cantón de Sainte-Geneviève-sur-Argence era una división administrativa francesa, que estaba situada en el departamento de Aveyron y la región de Mediodía-Pirineos.

## Composición
El cantón estaba formado por siete comunas:
- Alpuech
- Cantoin
- Graissac
- Lacalm
- La Terrisse
- Sainte-Geneviève-sur-Argence
- Vitrac-en-Viadène

## Supresión del cantón de Sainte-Geneviève-sur-Argence
En aplicación del Decreto nº 2014-205 de 21 de febrero de 2014, el cantón de Sainte-Geneviève-sur-Argence fue suprimido el 22 de marzo de 2015 y sus 7 comunas pasaron a formar parte del nuevo cantón de Aubrac y Carladez.